# Zmijavci
Zmijavci falu és község Horvátországban Split-Dalmácia megyében.

## Fekvése
Splittől légvonalban 62, közúton 87 km-re keletre, Makarskától légvonalban 19, közúton 39 km-re északkeletre, a dalmát Zagora területén, Imotska krajina középső részén, Imotskitól 6 km-re délre fekszik. Főbb településrészei Donji Karoglani, Gornji Karoglani és Šabići.

## Története
Zmijavci területe már a történelem előtti időkben is lakott volt. A térség első ismert népe az illírek egyik törzse a dalmátok voltak. Ezt igazolják az ókorból fennmaradt halomsírok és várak maradványai, melyekből a község területén több is található. Ilyen régészeti lelőhelyek Radež ókori várának romja a község nyugati szélén, a zokvoi halomsír, a milasi halomsír a Szent József templomtól keletre, a gornji karoglani két halomsír, Liskovac történelem előtti vára és halomsírja, a mrkonjići halomsír stb. A rómaiak csak az 1. század elejére tudták véglegesen meghódítani a térséget. Római municipium volt a közeli Runovići helyén feküdt Novae, de az ő örökségük az itt áthaladó római út is, mely Salonából Imotskin keresztül Narona irányába vezetett. A Zmijavci területén levő Dikovača alatti Crkvina nevű régészeti lelőhelyen feltárt ókeresztény bazilika maradványai bizonyítják, hogy a római korban itt is egy nagyobb település állt. A római uralom egészen 481-ig tartott, amikor Odoaker germán hadai foglalták el Dalmáciát. 493-ban a keleti gótok lerázva Odoaker uralmát fennhatóságuk alatt egyesítették Dalmáciát és a Drávától félre eső pannon területeket, melynek fővárosa Salona volt. Imotska krajina 535-ig maradt keleti gót uralom alatt, amikor I. Justinianus császár a Keletrómai Birodalom részévé tette. Justinianus és utódai alatt a térségben valóságos erődrendszer épült ki, melynek maradványai Proložac, Lovreć és Imotski területén is megtalálhatók. Ennek ellenére a 6. század második felében a területet elfoglalták az avarok és szláv segédnépeik. A középkori horvát állam közigazgatásában ez a terület Fehér-Horvátországhoz, azon belül az Imoti zsupánsághoz tartozott. A dikovačai bazilika maradványai között a hajó szintje alatt talált 11. és 12. századi sírok bizonyítják, hogy a település a középkorban is végig lakott volt. A török 1463-ban meghódította a közeli Boszniát, majd 1493-re már ez a terület is uralmuk alá került. A török uralom idején a Hercegovaci szandzsákban az Imotski náhije területéhez tartozott. Az 1699-es karlócai béke török kézen hagyta. Végleges felszabadulása csak az újabb velencei-török háborút lezáró pozsareváci békével 1718-ban történt meg. Ezután a Velencei Köztársaság fennhatósága alá tartozott. Kezdetben a podbabljei plébániához tartozott, majd 1762-ben Blašković püspök megalapította az önálló runovići plébániát, melynek Zmijavci is a része lett. 1798-ban a település egy részét Podbabljéhez csatolta, de nagyobbik része továbbra is a runovići plébánia része maradt. A velencei uralomnak 1797-ben vége szakadt és osztrák csapatok vonultak be Dalmáciába. 1806-ban az osztrákokat legyőző franciák uralma alá került, de Napóleon lipcsei veresége után 1813-ban újra az osztrákoké lett. A településnek 1857-ben 442, 1910-ben 816 lakosa volt. 1918-ban az új szerb-horvát-szlovén állam, majd később Jugoszlávia része lett. 1941. áprilisában a Független Horvát Állam része, majd 1943. szeptemberétől 1944 októberéig német megszállás alatt volt. A háború után a szocialista Jugoszláviához került. 1982-ben Franić érsek megalapította az önálló zmijavci plébániát. A település 1991 óta a független Horvátországhoz tartozik. 2011-ben a településnek 2048 lakosa volt.

## Lakosság
| Lakosság változása | Lakosság változása | Lakosság változása | Lakosság változása | Lakosság változása | Lakosság változása | Lakosság változása | Lakosság változása | Lakosság változása | Lakosság változása | Lakosság változása | Lakosság változása | Lakosság változása | Lakosság változása | Lakosság változása | Lakosság változása |
| ------------------ | ------------------ | ------------------ | ------------------ | ------------------ | ------------------ | ------------------ | ------------------ | ------------------ | ------------------ | ------------------ | ------------------ | ------------------ | ------------------ | ------------------ | ------------------ |
| 1857               | 1869               | 1880               | 1890               | 1900               | 1910               | 1921               | 1931               | 1948               | 1953               | 1961               | 1971               | 1981               | 1991               | 2001               | 2011               |
| 442                | 0                  | 585                | 667                | 794                | 816                | 0                  | 949                | 2.377              | 2.405              | 2.491              | 2.195              | 2.271              | 2.535              | 2.130              | 2.048              |

(1869-ben és 1921-ben lakosságát Runovićihez számították.)

## Nevezetességei
- A Mindenszentek tiszteletére szentelt plébániatemploma[4] 1895-ben épült a korábbi, már 1748-ban is létezett kisebb templom helyén, melyet az építés előtt bontottak le. Egyhajós épület homlokzatának közepén nagy körablakkal, oldalt egy-ez hosszúkás, félköríves ablakkal. A homlokzat feletti pengefalú harangtoronyban három harang látható. A templom hosszúsága az apszissal együtt 26 méter, szélessége 10,60 méter. A fából faragott főoltár tiroli munka, 1903-ban került a templomba. Berendezéséből említésre méltó még egy régi, fából faragott feszület. A liturgikus teret 1976 és 1978 között átrendezték. A felújításhoz jelentősen hozzájárult a helyi származású, Németországban élő Nedjeljko Šabić atya. 1999-ben az ablakokat 11 festett üvegablakra cserélték, melyek Branimir Dorotić festőművész munkái. A campanile stílusú, piramis záródású új harangtornyot 2002-ben építették a templom mellé.

- A Szent József templomot 1990 és 2003 között építették, felszentelését 2003-ban Szent József ünnepén végezte Željko Tolić atya püspöki helynök. Modern betonépület 17 méter magas harangtoronnyal, 250 négyzetméteres belső térrel. Szent József  és a gyermek Jézus bronzszobrát Kruno Bošnjak szobrászművész alkotta, a neves horvát labdarúgó Zvonimir Boban családjának adományából. A templomhoz vezető 1200 méteres aszfaltozott út a község, valamint Milas és Kasalo települések intézményeinek adományából készült el.

- Mrkovjići nevű településrészén egy a török korból származó toronyvár maradványai találhatók. A négyszögletes alaprajzú boltozott torony csak földszintnyi magasságban maradt fenn, falai részben a talajszint alatt vannak.

- A község területén található az egész Imotska krajina legjelentősebb régészeti lelőhelye. A Dikovača nevű magaslat alatt a Crkvina nevű dűlőben 1897-ben Ivan Tonković atya a saját családja tulajdonában levő területen egy egyhajós, kétapszisú ókeresztény bazilika alapfalaira talált.[5] Ennek töredékeit, főként kőplasztikákat az imotski ferences kolostorba vitette megalapozva a mai gazdag gyűjteményt. A lelőhelyet 1981 és 1992 között ismételten feltárták. Ennek során egy előcsarnokos (narthex), háromhajós bazilikát és két keresztelőmedencét ástak ki. A szakemberek szerint a bazilika az 5. században épült és valószínűleg a 7. században dőlt romba. Megtalálták az egykori, kőből faragott berendezés egy részét is. A templomot a környék római településinek (Bilubium, Ad Novae) hívei használhatták. Néhány megtalált építészeti elem alapján a szakemberek arra következtettek, hogy a templom a 11. vagy a 12. században újra használatban volt.[6]

- Buljubašići településtől délre emelkedő hegyen találhatók Radež történelem előtti és késő római erődítményének maradványai.[7] A romok részben megsemmisültek annak az útnak az építése során, mely a vár platójára épített távvezeték oszlophoz vezet. A plató körül mintegy harmincszor ötven méteres részen nyugatról délre húzódó töltésként láthatók az ókori alapfalak nyomai. A töltésen később, valószínűleg a középkorban épített újabb falak maradványai látszanak. Az északi oldal meredek, így itt falmaradvány nem található. Közelében középkori temetőt találtak.

- A Zmijavciról a Zovko nevű településrészre vezető úttól északra, a településtől északnyugatra két történelem előtti halomsír található. Egy másik halomsír a Szent József templomtól mintegy száz méterre keletre található Milasi településrész felett. Két halomsír található Karoglani Gornjinál[8] is, az egyik a település területén, a másik pedig attól ötven méterre északra. Halomsír található a Mindenszentek templom felett, a zijavci temetőtől a faluba vezető ösvény közelében, a temetőtől száz méterre keletre és Karoglani Donji településnél. Egy kisebb halomsír látható Mrkonjići településrésznél a falutól észak-északnyugati irányban is. Šabići településrésztől keletre a Mračaj-hegyre vezető út mentén szintén egy kisebb történelem előtti halomsír található.

- A Brižine-Balinjača nevű helyen Kraljevići településrész közelében középkori temető maradványai találhatók mintegy húsz fennmaradt sírkővel.[9]

- A község déli részén, a Liskovac nevű 542 méteres magaslaton történelem előtti várrom és halomsír található.[10] Ez az egyik legjobb állapotban fennmaradt ókori vármaradvány Dalmáciában. Az egész hegytetőt falak szegélyezik, melyek ma már töltésnek látszanak. Ezeken láthatók a késő ókorban épített falak maradványai. A védőfalak déli részén egy sírkő is előkerült. A hegy északi és nyugati lejtői alatt kisebb halomsírok látszanak.

- Műemlék a Vrljikán átvezető, a 19. század végén kőből épített hétnyílású ún. Bublin-híd.[11] A híd hét íve ókori, kőből épített pilonokon nyugszik a víz folyásával ellentétes irányban épített jégtörőkkel. Ugyancsak a 19. század végén építették a Vrljikán átvezető másik, hatnyílású  kőhidat, melyet Zmijavački-hídnak neveznek.[12]

- Kulturális emlék a Karoglani-kút. A kutat Karoglani lakói használták. A kővel falazott kör alakú kúthoz lépcsők vezetnek le a vízszintig. Közelében az állatok itatásához használt kőedény található.

- A Vrlljka-folyón több, helyi védettséget élvező malom is található, melyek a Đogić,[13] a Petrović, [14]a Padić [15]és a Đurić család tulajdonában voltak.

- A hagyományos népi építészet öröksége a Mrkonjići településrészen fennmaradt 18. századi Mrkonjić-ház. A ház két, egymáshoz épített lakóépületből áll, téglalap alakú alaprajzzal, nyeregtetővel. A főhomlokzaton az emeleti boltíves bejáratnál egy kőkorlát található. A Mrkonjić-ház különlegességei a kaptárak, amelyek megépítéséhez a falak vastagságát használták. A méhek bejárata a ház külső falán található, a szoba belsejében pedig fa ajtók vannak, amelyeket a lépek kivételéhez miatt nyitottak ki. Az 1980-as évekig a Mrkonjić család ilyen módon tartotta a méheket.[16]

## Gazdaság
A lakosság fő megélhetési forrása hagyományosan a szőlőtermesztés és a mezőgazdaság.

## Kultúra
- KUD Zmijavci-Bublin kulturális és művészeti egyesület.
- KUD Dikovača kulturális és művészeti egyesület.

## Oktatás
A községben két alapiskola működik.

## Sport
- A község legjelentősebb sportegyesülete az NK Croatia Zmijavci labdarúgóklub.
- 2007-ben kézilabdaklubot is alapítottak a településen, melynek sportcsarnokot építettek.